# ماتيو ماريا بوياردو

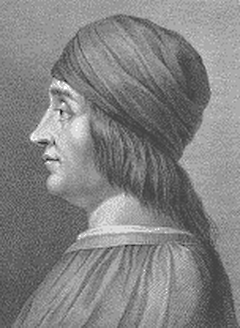

ماتيو ماريا بوياردو (بالإيطالية: Matteo Maria Boiardo)‏ (تولد 1440-1441 - 20 ديسمبر 1494) شاعر من النهضة الإيطالية. ولد في سكانديانو أو قربها (اليوم في مقاطعة ريدجو إميليا) وهو نجل جيوفاني دي فلترينو ولوسيا ستروزي. كان من سلالة نبيلة بمرتبة كونت سكانديانو ذو سطلة سنيورية على أرشيتو وكاسالغراندي وجيسو وتوريشيلا. كان بوياردو مثالاً لرجال البلاد الموهوبين وإنجازاتهم حيث حاز في الوقت ذاته قلباً رجولياً وتعليماً إنسانياً عميقاً.
من أشهر أعماله الملحمة العاطفية «أورلاندو عاشقًا» (بالإيطالية: Orlando Innamorato)، وبطلها الفارس أورلاندو (رولان).

## روابط خارجية
- ماتيو ماريا بوياردو على موقع الموسوعة البريطانية (الإنجليزية)
- ماتيو ماريا بوياردو على موقع إن إن دي بي (الإنجليزية)
- ماتيو ماريا بوياردو على موقع ديسكوغز (الإنجليزية)